# برنیسر
شهر برنیسر (به فرانسوی: Bernissart) در شهرستان ات  در استان انو  در منطقه فدرال والوون در کشور بلژیک واقع شده‌است.

## نگارخانه

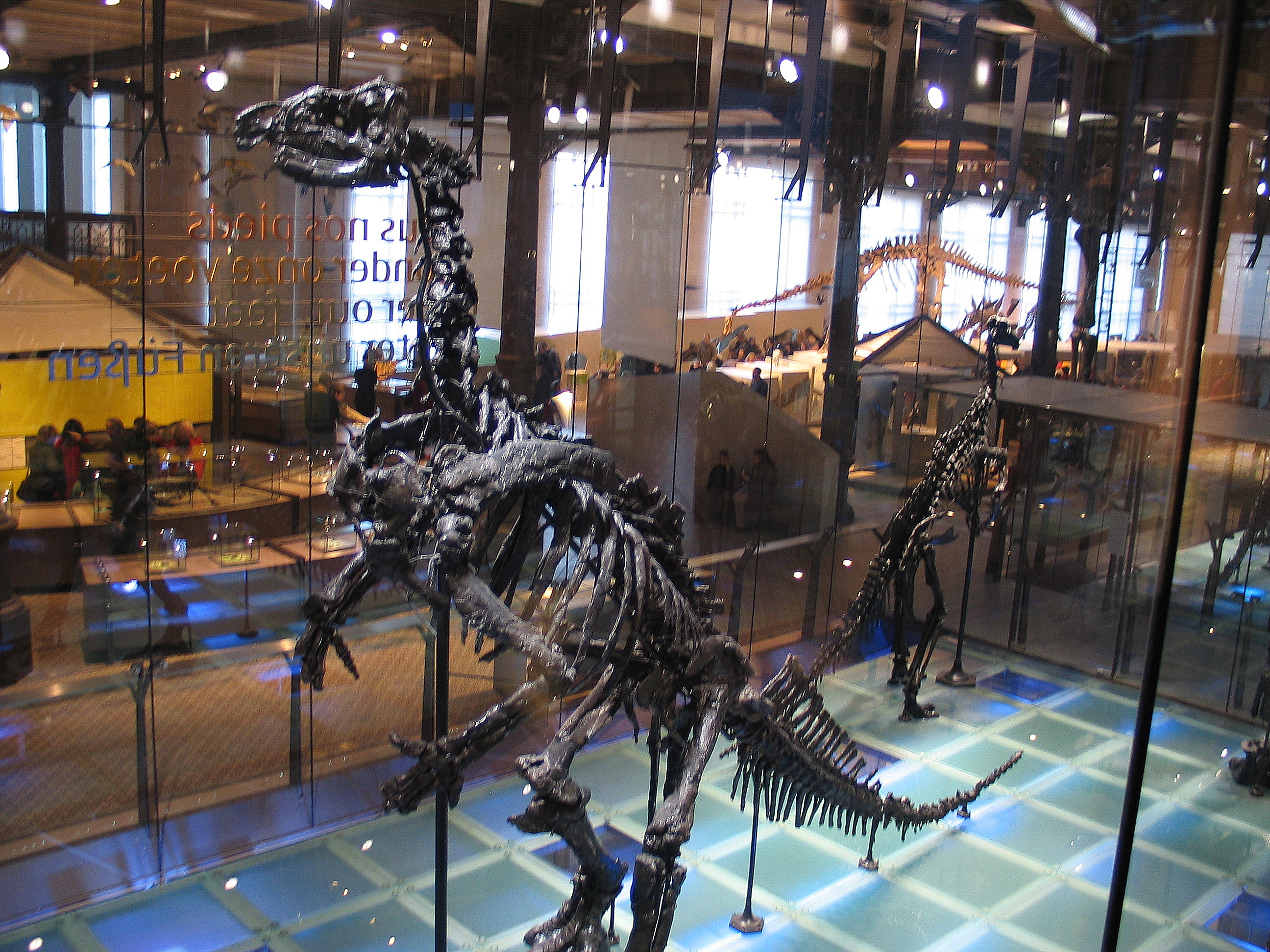